# Magyar nóta

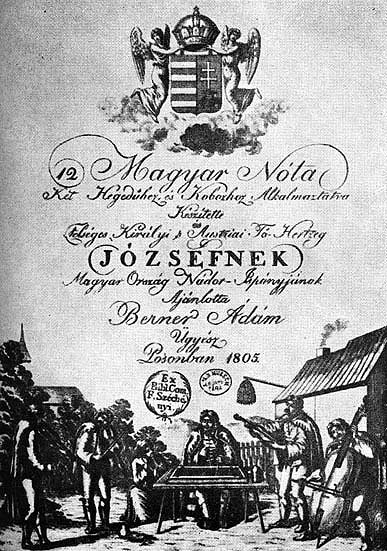
Berner Ádám a 19. század elején, Pozsonyban működött mint ügyész. 12 Magyar nóta, illetve a 6 Magyar nóta címmel 1805-ben és 1808-ban adott ki az elsők közt verbunkos darabokat

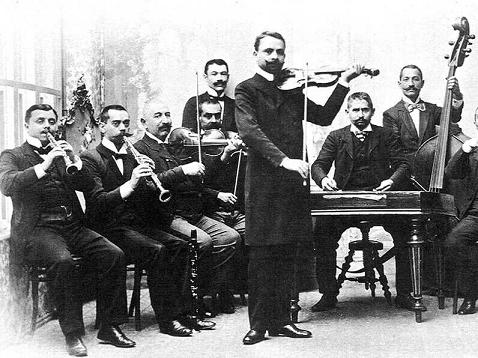
Kolozsvári cigányzenekar az 1890-es évekből

A magyar nóta vagy másképp népies dal, népies műdal, a 19. század elején a nemzeti kultúra megteremtésére irányuló törekvések szülötte. Egyéni szerzőktől származó lírai dal, énekes műzene. Keverednek benne a nép- és műzenei, valamint a szóbeli és irodalmi elemek. A magyar nóta egyaránt ismert városon és falun is a társadalom több osztálya körében.

## A műfaj eredete
Mai értelmezése szerint a magyar nóta a 19. század második felének magyar népdalt utánzó dalműfaja. A magyar nóta csaknem két százados pályafutása a 19. század elején kezdődött. Előzményei a hangszeres verbunkos zenében, a 18. századi diákmelodiáriumok dallamaiban és a magyar népdalban találhatóak. Az énekhangra írt szerzemények is őrzik a hangszeres fordulatokat, például Cserebogár, sárga cserebogár; Ég a kunyhó, ropog a nád stb.
A reformkortól a századfordulóig egyik legfőbb terjesztője a népszínmű volt, amelyeket olyan neves előadóművészek népszerűsítettek, mint Déryné Széppataki Róza, Blaha Lujza, Tamássy József és mások, továbbá a cigányzenészek. Időközben a magyar nóta tartalmilag és formailag is sokat változott. A 19. század elején leginkább a német befolyás ellensúlyozására törekedtek. Szolgálták vele a szabadságharcot és részben tiltakoztak vele a Bach-korszak elnyomása ellen. A kiegyezés után a hanyatló dzsentri „búsmagyar” szemlélet kerekedett felül.
Sárosi Bálint népzenekutató tette közzé az első átfogó és tudományosan megalapozott leírást a magyarnótáról, kimutatva a műfaj verbunkos eredetét, valamint a muzsikus cigányok szerepét fejlődésének folyamatában.

## Fő jellemzői
A magyar nótákban gyakori a szekvencia. Az akkordfelbontás mint dallamalkotó eszköz szintén gyakran előfordul. A kromatikus és egyéb, a népzenében szokatlan hangközlépések a klasszikus zeneelméletből táplálkoznak, a műzenei jelleget domborítják ki.
A magyar nóta igazán csak stílusa szerinti előadásban tud hatni és érvényesülni. Megőrzésében és terjesztésében a cigányzenészeknek van jelentős szerepük. Egy-egy sikerültebb magyar nótát már a kottában való megjelenésük előtt divatba hoztak a cigányzenekarok. A nóták kezdettől fogva főleg zongorakísérettel jelentek meg, amelyeket azután innen alkalmaztak cigányzenekari együttesekre. Egy időben a nótakiadványok címlapján a szerző neve és a mű címe mellett azt is feltüntették, hogy kik játsszák, például „játssza Sárközi”.
Fontos követelmény, hogy a magyar nóta dallamának könnyen harmonizálhatónak kellett lennie, sőt kívánnia kell a harmóniát. Ez a követelmény a nóta eredeti közönségének ízlésében keresendő. A könnyen harmonizálhatóság a magyar nóta máig egyik legfontosabb megkülönböztető jegye a hasonló sorszerkezetű magyar népdaloktól. A verbunkos zene nagyjából már meghonosította azokat a Nyugat-európai elemeket, amelyek megkülönböztetik a magyar nóta zenei anyagát a népdaltól. Az európai műzenéből átvett dallamfordulatokról (mi-fá-szó kezdet, lá-szó-ti-do vagy fá-mi-szi-lá záróformula stb.) elmondható, hogy nehezen énekelhetőek, mert nem csupán dallami, hanem harmóniai gondolkodásban gyökereznek hangközei (kromatika, bővített kvart, szűkített kvint stb.).

## Elterjedése
A magyar nóták közül elsősorban azok a nóták folklorizálódtak, amelyek a népdal közelségéből indultak ki. Ezeknek a szerzőjét ma már nem tudjuk megállapítani, ilyenek például: Szeretnék szántani; Kerek ez a zsemlye; Be van az én szűröm ujja kötve; Végigmentem az ormódi temetőn; Vörös bort ittam az este; Zsindelyezik a kaszárnya tetejét; Édesanyám, ha bejön Egerbe stb. Nagyon sok magyar nótának a dallamszerkezete, szövege nagyon hasonlít a népdalokéhoz, ilyen például a Zöldre van a rácsos kapu festve kezdetű is. A hasonlóság nem véletlen: a népszínművek számára írt népies dalokból alakult ki a magyar népdal új stílusa a XIX. század legvégén.
A magyar nóta műfaja a 20. század elején hanyatlásnak indult, és sokan úgy tartották, hogy végleg kiöregedett. Voltak, akik a nóta rovására írták, hogy ártott a hagyományos népi zenei ízlésnek. Ugyanakkor serkentette az új stílusú magyar népdalok kibontakozását, ezeknek forrást biztosított. Az igazi probléma, ami a hanyatlását előidézte, valószínűleg a zeneileg magas színvonalú operettek és operák megjelenése volt a nép számára is elérhető formában. A magyar nótát sokan kritizálni kezdték egyszerűbb dallamvilága miatt, de arról megfeledkeztek, hogy míg az operettek és az operák hallgató füleknek íródtak, addig a magyar nótákat az emberek dalos ajkára szánták. A két világháború között közel húszezer nótát „szereztek” a társadalom minden rétegét képviselő nótacsinálók. Kodály Zoltán korabeli keserű megállapítása szerint viszont „Hervadás, sőt rothadás szagú költészet, érthető összefüggésben a pusztuló dzsentrivel”.
Hegedűjén a magyarnak

úgy zokog a magyar nóta,

mint hogyha egy egész nemzet

eltemetett álma volna.